# Diocese de Nuoro
A Diocese de Nùoro (Em latim: Dioecesis Nuorensis) é uma circunscrição eclesiástica da Igreja Católica na Itália, pertencente à Província Eclesiástica da Sardenha e à Conferenza Episcopale Italiana, sendo sufragânea da Arquidiocese de Cagliari.
A sé episcopal está em Nùoro, no centro da Região da Sardenha.

## Território
O território é dividido em 46 paróquias e em 2004 contava 122.526 batizados numa população de 123.906 habitantes. Atualmente a diocese é governada por Dom Antonio Mura.

## Cronologia dos Bispos do século XX
| #      | Nome                                 | Período   | Notas                         |
| Bispos | Bispos                               | Bispos    | Bispos                        |
| ------ | ------------------------------------ | --------- | ----------------------------- |
|        | Antonio Mura                         | 2019-     | atual                         |
|        | Mosè Marcia                          | 2011-2019 |                               |
|        | Pedro Meloni                         | 1992-2011 |                               |
|        | João Mèlis Fóis Fois                 | 1970-1992 |                               |
|        | José Mélas †                         | 1947-1970 |                               |
|        | Félix Beccaro †                      | 1939-1946 | Nomeado bispo de San Miniato  |
|        | José Cogoni †                        | 1930-1938 | Nomeado Arcebispo de Oristano |
|        | Maurilio Fossati, O.SS.G.C.N. †      | 1924-1929 | Nomeado Arcebispo de Sassari  |
|        | Lucas Canépa †                       | 1903-1922 |                               |
|        | Salvatore Angelo de Martis, O. Carm. | 1867-1902 |                               |